# Ladislav Grat
Ladislav Grat-Kijev, slovenski partizan, prvoborec in pisatelj, * 13. junij 1922, † oktober 2007, Maribor, Slovenija.

## Življenjepis
Jeseni leta 1941 se je zaposlil kot strojni ključavničar pri ljubljanski železniški kurilnici. Takrat se je pridružil tudi OF in delal v sabotažni trojki. 
Spomladi leta 1942 je bil izdan in aretiran, vendar je že ob aretaciji pobegnil in stopil v 11. štajerski bataljon, ki sta ga takrat vodila Franc Rozman-Stane ter Dušan Kveder-Tomaž. Z njim je, tudi potem ko je enota narasla in se preimenovala v 2. grupo odredov, prehodil domala vso Slovenijo. 
Kot mitraljezec se je udeležil bitke na Jančah. Proti Italijanom se je boril tudi v zmagoviti bitki v Jelenovem žlebu. Sodeloval je v bojih 2. grupe odredov, ki so se pod poveljstvom Franca Rozmana - Staneta in Dušana Kvedra prebijali na Štajersko in Koroško. Na Koroškem je nekaj časa deloval kot komisar 1. Koroškega bataljona.
Leta 1944 je bil poklican v glavni štab NOV in POS in poslan v oficirsko šolo, po šolanju pa imenovan za komisarja tankovskega odreda pri glavnem štabu. Le malo kasneje ga je Franc Rozman-Stane poslal na Koroško, to pot s skupino Avantgarda. Do konca vojne je potem opravljal funkcijo oficirja za zvezo med avstrijskimi in slovenskimi partizani.
Po vojni je bil med drugim je bil direktor tovarne Jeklo v Rušah. Na tem položaju je ustvaril kar nekaj tehničnih izumov in izboljšav.
Leta 1969 je pri Založbi Borec izdal knjigo V metežu, v kateri je opisal svoje izkušnje iz Narodnoosvobodilnega boja.

## Odlikovanja
- Partizanska spomenica 1941
- Red za hrabrost
- Red partizanske zvezde
- Red zaslug za ljudstvo
- Red bratstva in enotnosti
- Red rdeče zvezde (SZ)